# Dolichopus balius
Dolichopus balius är en tvåvingeart som beskrevs av Henk J.G. Meuffels 1981. Dolichopus balius ingår i släktet Dolichopus och familjen styltflugor.
Artens utbredningsområde är Frankrike. Inga underarter finns listade i Catalogue of Life.